# آیسسکو

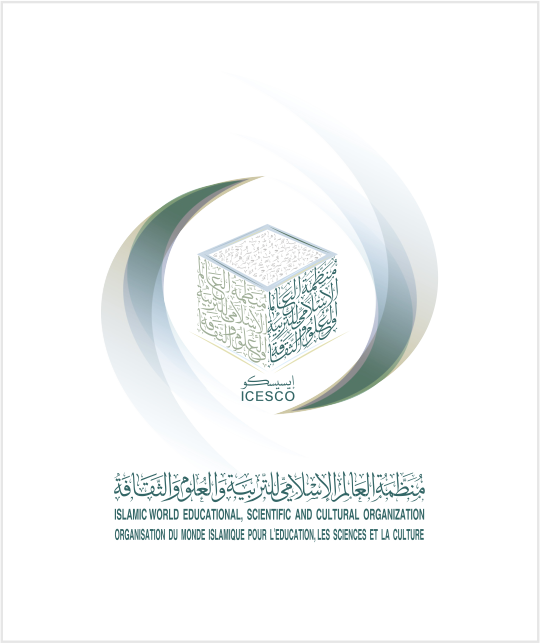
آیسسکو

سازمان جهانی اسلامی برای آموزش و پرورش، علوم و فرهنگ (آیسسکو) (ISESCO) سازمانی تخصصی است که تحت حمایت سازمان همکاری اسلامی (OIC) فعالیت می کند و در زمینه های آموزش ، علوم ، فرهنگ و ارتباطات در کشورهای اسلامی و به منظور حمایت و تقویت روابط بین کشورهای عضو به فعالیت مشغول است. دفتر مرکزی این سازمان در رباط واقع شده و مدیرکل آن دکتر سالم بن محمد المالک است.

## تاریخچه
قطعنامه صادر شده در سومین کنفرانس اجلاس اسلامی، که در تاریخ 25-28 ژانویه 1981 در مکه مکرمه برگزار شد ، تأیید نهایی برای تأسیس یک نهاد بین‌المللی اسلامی جدید به نام " سازمان جهانی اسلامی برای آموزش و پرورش، علوم و فرهنگ" " بود تا در کنار دیگر سازمان‌های بین‌المللی اسلامی و در چارچوب سازمان همکاری اسلامی (OIC) فعالیت کند.
در روز چهارشنبه 30 ژانویه سال 2020 و در چهلمین جلسه شورای اجرایی آیسسکو، که در ابوظبیِ امارات متحده عربی، در روزهای 29-30 ژانویه 2020 برگزار شد؛ اصلاحیه‌ای درخصوص نام سازمان صورت گرفت و اسم آن به " سازمان جهانی اسلامی برای آموزش و پرورش، علوم و فرهنگ" (ICESCO) تغییر کرد. دکتر سالم بن محمد المالک، مدیرکل آیسسکو، اظهار داشت که اصلاح نام سازمان با هدف شفاف سازی ماهیت مأموریت های سازمان؛ یعنی گشودن چشم اندازهایی برای حضور در سطح بین‌المللی، به جای معطوف بودن و اولویت دادن به دعوت و تبلیغ است. وی همچنین خاطرنشان کرد: نام جدید دقیقاً بیانگر ماهیت رسالت تمدنی آیسسکو در زمینه های آموزش ، علم ، فرهنگ و ارتباطات و بازتاب دهنده اهداف آن است.

## اهداف
الف) تقویت، ارتقاء و تحکیم همکاری بین کشورهای عضو در زمینه های آموزش، علوم، فرهنگ و ارتباطات و نیز، توسعه و ارتقاء این زمینه ها در چارچوب نگاه تمدنی جهان اسلام و در پرتو ارزش های انسانی و اسلامی؛
ب) تحکیم تفاهم بین مردم در داخل هر کشور و بین آنها با دیگر کشورها و مشارکت برای نیل به صلح و امنیت جهانی از طرق مختلف، به ویژه از طریق آموزش ، علم ، فرهنگ و ارتباطات.
ج) ارایة تصویر صحیح از اسلام و فرهنگ اسلامی، تقویت گفتگو بین تمدن ها، فرهنگ ها و مذاهب، و تلاش برای گسترش ارزش های عدالت و صلح همراه اصول آزادی و حقوق بشر و مطابق با چشم انداز تمدن اسلامی.
د) تشویق به تعاملات فرهنگی و حمایت از تنوع فرهنگی در کشورهای عضو، در عین حفظ هویت فرهنگی و حمایت از استقلال اندیشه.
ه) تحکیم همکاری‌ها و هم‌افزایی بین مؤسسات تخصصی سازمان همکاری های اسلامی در زمینه‌های آموزش ، علوم، فرهنگ و ارتباطات و در بین کشورهای عضو آیسسکو و تقویت همکاری و مشارکت با مؤسسات دولتی و غیر دولتی مشابه که دارای علایق مشترک هستند، در داخل و خارج کشورهای عضو.
ج) توجه بیشتر به فرهنگ اسلامی و برجسته سازی مشخصه‌های آن و آگاه سازی نسبت به نقاط درخشان آن در مطالعات روشنفکرانه، تحقیقات علمی و برنامه های درسی آموزشی
ز) تلاش برای برقراری همکاری و هم‌افزایی بین سیستمهای آموزشی کشورهای عضو.
ح) حمایت از تلاش نهادهای آموزشی ، علمی و فرهنگی برای مسلمانان در کشورهای غیر عضو

## اعضا
منشور سازمان آموزشی، علمی و فرهنگی جهان اسلام (ICESCO) تصریح می‌کند که هر کشور عضو کامل سازمان همکاری اسلامی (OIC) پس از امضای رسمی منشور و تکمیل تشریفات قانونی و حقوقی عضویت و اطلاع کتبی به اداره کل ICESCO، به عضویت ICESCO در می‌آید. کشوری که عضو کامل سازمان همکاری اسلامی نباشد یا عضو ناظر سازمان همکاری اسلامی باشد، نمی‌تواند عضو ICESCO شود.
ICESCO از پنجاه و سه کشور عضو به همراه سه کشور ناظر، از پنجاه و هفت کشور عضو سازمان همکاری اسلامی - OIC - تشکیل شده است. کشورهای عضو ICESCO زیر فهرست شده‌اند.
| پرچم              | نام                          | تاریخ الحاق |
| ----------------- | ---------------------------- | ----------- |
| جمهوری آذربایجان  | جمهوری آذربایجان             | ۱۹۹۱        |
| اردن              | پادشاهی اردن هاشمی           | ۱۹۸۲        |
| افغانستان         | امارت اسلامی افغانستان       | ۲۰۰۳        |
| امارات متحده عربی | امارات متحده عربی            | ۱۹۸۳        |
| اندونزی           | جمهوری اندونزی               | ۱۹۸۶        |
| ازبکستان          | جمهوری ازبکستان              | ۲۰۱۷        |
| اوگاندا           | جمهوری اوگاندا               | ۲۰۱۲        |
| ایران             | جمهوری اسلامی ایران          | ۱۹۹۲        |
| پاکستان           | جمهوری اسلامی پاکستان        | ۱۹۸۲        |
| بحرین             | پادشاهی بحرین                | ۱۹۸۲        |
| برونئی            | برونئی دارالسلام             | ۱۹۸۵        |
| بنگلادش           | جمهوری خلق بنگلادش           | ۱۹۸۲        |
| بنین              | جمهوری بنین                  | ۱۹۸۸        |
| بورکینافاسو       | بورکینافاسو                  | ۱۹۸۲        |
| تاجیکستان         | جمهوری تاجیکستان             | ۱۹۹۳        |
| چاد               | جمهوری چاد                   | ۱۹۸۲        |
| توگو              | جمهوری توگو                  | ۲۰۰۲        |
| تونس              | جمهوری تونس                  | ۱۹۸۲        |
| الجزایر           | جمهوری دموکراتیک خلق الجزایر | ۲۰۰۰        |
| جیبوتی            | جمهوری جیبوتی                | ۱۹۸۲        |
| عربستان سعودی     | پادشاهی عربستان سعودی        | ۱۹۸۲        |
| سودان             | جمهوری سودان                 | ۱۹۸۲        |
| سورینام           | جمهوری سورینام               | ۱۹۹۶        |
| سوریه             | جمهوری عربی سوریه            | ۱۹۸۲        |
| سیرالئون          | جمهوری سیرالئون              | ۱۹۸۴        |
| سنگال             | جمهوری سنگال                 | ۱۹۸۲        |
| سومالی            | جمهوری فدرال سومالی          | ۱۹۸۲        |
| عراق              | جمهوری عراق                  | ۱۹۸۲        |
| عمان              | سلطنت عمان                   | ۱۹۸۲        |
| گابن              | جمهوری گابن                  | ۱۹۸۲        |
| گامبیا            | جمهوری گامبیا                | ۱۹۸۲        |
| گویان             | جمهوری گویان                 | ۲۰۱۴        |
| گینه              | جمهوری گینه                  | ۱۹۸۲        |
| گینه بیسائو       | جمهوری گینه بیسائو           | ۱۹۸۴        |
| فلسطین            | دولت فلسطین                  | ۱۹۸۲        |
| قزاقستان          | جمهوری قزاقستان              | ۱۹۹۶        |
| قطر               | دولت قطر                     | ۱۹۸۲        |
| کومور             | اتحاد کومور                  | ۱۹۸۲        |
| قرقیزستان         | جمهوری قرقیزستان             | ۱۹۹۶        |
| کامرون            | جمهوری کامرون                | ۲۰۰۱        |
| ساحل عاج          | جمهوری ساحل عاج              | ۲۰۰۱        |
| کویت              | دولت کویت                    | ۱۹۸۲        |
| لبنان             | جمهوری لبنان                 | ۲۰۰۲        |
| لیبی              | دولت لیبی                    | ۱۹۸۴        |
| مالدیو            | حمهوری مالدیو                | ۱۹۸۲        |
| مالی              | جمهوری مالی                  | ۱۹۸۲        |
| مالزی             | مالزی                        | ۱۹۸۲        |
| مصر               | جمهوری عربی مصر              | ۱۹۸۴        |
| مراکش             | پادشاهی مراکش                | ۱۹۸۲        |
| موریتانی          | جمهوری اسلامی موریتانی       | ۱۹۸۲        |
| نیجر              | جمهوری نیجر                  | ۱۹۸۲        |
| نیجریه            | جمهوری فدرال نیجریه          | ۲۰۰۱        |
| یمن               | جمهوری یمن                   | ۱۹۸۳        |

## نام اختصاری
نام اختصاری ICESCO از حروف ابتدایی این کلمات تشکیل شده است:
IslamiC World Educational, Scientific and Cultural Organization.